# Джеравиця
Джеравиця (алб. Gjeravica; серб. кир.: Ђеравица) — друга за величиною гірська вершина в хребті Проклетіє та ланцюга Динарських Альп, після Езерца. Це найвища гора в Косово. Вона має висоту 2 656 м (8 714 фут) над рівнем моря. Джеравиця розташована в західній частині Косово, в муніципалітеті Юнік. До 20-го століття Джеравицю раніше називали Калуджеровицею (Калуджер сербською означає чернець) завдяки сербському православному монастирю Печ біля підніжжя гори.

## Особливості
Джеравиця дещо відрізняється від решти гір Проклетіє відсутністю кам'янистої вапнякової текстури, яку мають інші гори в Проклетіє. Багато великих і малих льодовикових озер можна знайти поблизу вершини. Найбільше з озер — озеро Джеравиця, яке розташоване під вершиною і є витоком річки Еренік.
Джеравиця та гори Проклетіє відомі переважно зростанням каштанів. Улітку на Джеравиці також зростають суниці лісові.